# Lawrence Picachy
Lawrence Trevor Picachy, (ur. 7 sierpnia 1916 w Dardżylingu, zm. 29 listopada 1992 w Kalkucie), hinduski duchowny katolicki, jezuita, kardynał, arcybiskup Kalkuty. 

## Życiorys
W 1934 roku wstąpił do Towarzystwa Jezusowego. Po ukończeniu szkół zakonnych 21 listopada 1947 roku otrzymał święcenia kapłańskie. W latach 1950–1960 był profesorem i rektorem Kolegium św. Franciszka Ksawerego w Kalkucie. W 1960 roku wyjechał na misję do Bangladeszu, skąd wkrótce powrócił, gdyż 2 lipca 1962 roku Jan XXIII mianował go biskupem Jamshedpur. Uczestnik Soboru Watykańskiego II. 29 maja 1969 przeniesiony na stolicę metropolitalną w Kalkucie. Tutaj szczególną uwagę poświęcał ubogim, uchodźcom i chorym, domagając się dla nich poszanowania praw i godnego życia. 24 maja 1976 roku kreowany kardynałem prezbiterem z tytułem Sacro Cuore di Maria przez Pawła VI. Od 1976 roku przewodniczył Konferencji Episkopatu Indii. Uczestniczył w obu konklawe w 1978 roku. Z rządów archidiecezją w Kalkucie zrezygnował 5 kwietnia 1986 roku. Zmarł w Kalkucie. 